# Raštani
Raštani (en serbe cyrillique : Раштани) est un village de Bosnie-Herzégovine. Il est situé sur le territoire de la ville de Mostar, dans le canton d'Herzégovine-Neretva et dans la fédération de Bosnie-et-Herzégovine. Selon les premiers résultats du recensement bosnien de 2013, il compte 1 523 habitants.

## Géographie
Le village est situé sur la rive droite de la Neretva.

## Démographie

### Évolution historique de la population
| 1948 | 1953 | 1961 | 1971  | 1981  | 1991  | 2013  |
| ---- | ---- | ---- | ----- | ----- | ----- | ----- |
| -    | -    | 957  | 1 073 | 1 203 | 1 451 | 1 523 |

|  |